# Pyrrhoneura javana
Pyrrhoneura javana är en insektsart som beskrevs av Frederick Arthur Godfrey Muir 1915. Pyrrhoneura javana ingår i släktet Pyrrhoneura och familjen Derbidae. Inga underarter finns listade i Catalogue of Life.